# O Segredo do Castelo
O Segredo do Castelo (The Old Castle's Secret na versão original) é uma história em quadrinhos do Pato Donald, escrita por Carl Barks. Além de ser considerada uma das melhores histórias escritas por Barks, O Segredo do Castelo é também conhecida por ser a primeira caça ao tesouro de Donald e seus sobrinhos com seu tio Patinhas. No Brasil, também é notável por aparecer no primeiro exemplar da revista O Pato Donald da Editora Abril, em 1950 - embora separada em partes, sendo concluída apenas na terceira edição.

## Enredo
Pato Donald e Huguinho, Zezinho e Luisinho são chamados à mansão Mc Patinhas onde tio Patinhas avisa-os que a fortuna dos Mac Patinhas está seriamente ameaçada, e decide recrutar seus sobrinhos a uma visita ao castelo MacPatinhas, na Escócia. Lá, Patinhas e os sobrinhos usam um Raio X para encontrar o fabuloso tesouro. Infelizmente, o fantasma de Sir MacTrovão ("Sir Quaquá" na tradução original) rouba o fabuloso tesouro. Os sobrinhos perseguem o bandido pelos diferentes salões e corredores do castelo até encontrarem uma passagem secreta até aos calabouços onde descobrem tudo: um bandido usou uma fórmula da invisiblidade mas a fórmula faz revelar o seu esqueleto.

## Análise
A história é normalmente referenciada como uma das mais memoráveis de Barks, por diversos motivos. O enredo usa de elementos de terror e mistério, favoritos de Barks, bem como o velho e abandonado castelo com salões escuros, masmorras e criptas escondidas, esqueletos de ancestrais, o velho cemitério dos Mc Patinhas com túmulos de gerações inteiras dos ancestrais dos personagens principais, o pântano com neblina, o perigoso "fantasma" e o perigo iminente que os personagens sentem em volta deles. 
A história marca a segunda aparição de Patinhas em uma história mas a primeira em que atua como líder numa caça ao tesouro, um tema que Barks iria usar várias vezes e hoje é considerado tradicional para uma história do Tio Patinhas. Introduz o clã McPatinhas, dando uma história de família para os personagens que seria posteriormente expandida por Barks e seus sucessores, dando lhes uma origem na Escócia, que seria cenário de aventuras posteriores.
Vários dos ancestrais do clã mencionados na história seriam apresentados como fantasmas em A Saga do Tio Patinhas, de Don Rosa.